# Crenidens crenidens
Genre
Espèce
Statut de conservation UICN

 LC  : Préoccupation mineure
La Saupe de mer Rouge (Crenidens crenidens) est une espèce de poissons marins de la famille des Sparidae. C'est la seule espèce du genre Crenidens.